# Kabinett Solih
Das Kabinett Solih wurde am 18. November 2018 auf den Malediven von Staatspräsident Ibrahim Mohamed Solih von der Maledivischen Demokratischen Partei (MDP) gebildet und löste die Regierung von Staatspräsident Abdulla Yameen ab. Im November 2023 wurde es infolge der verlorenen Wahlen abgelöst vom Kabinett Muizzu.
Nachdem Ibrahim Mohamed Solih am 17. November 2018 zum neuen Staatspräsidenten vereidigt wurde, stellte dieser sein neues Kabinett vor. Diesem gehörten unter anderem Abdulla Shahid als Außenminister, Mariya Ahmed Didi als Verteidigungsministerin, Sheikh Imran Abdulla als Innenminister sowie Ibrahim Ameer als Finanzminister an.

## Regierung

### Kabinettsminister
Das 22-köpfige Kabinett setzte sich aus dem Staatspräsidenten, dem Vizepräsidenten sowie 20 weiteren Kabinettsminister an, davon sieben Frauen. Dem Kabinett gehörten folgende Minister an:
| Amt                                                           | Amtsinhaber                |
| ------------------------------------------------------------- | -------------------------- |
| Staatspräsident                                               | Ibrahim Mohamed Solih      |
| Vizepräsident                                                 | Faisal Naseem              |
| Außenminister                                                 | Abdulla Shahid             |
| Verteidigungsministerin                                       | Mariya Ahmed Didi          |
| Finanzminister                                                | Ibrahim Ameer              |
| Minister für Nationale Planung und Infrastruktur              | Mohamed Aslam              |
| Minister für Hochschulbildung                                 | Dr. Ibrahim Hassan         |
| Minister für Kommunikation, Wissenschaft und Technologie      | Mohamed Maleeh Jamal       |
| Gesundheitsminister                                           | Abdulla Ameen              |
| Bildungsministerin                                            | Dr. Aishath Ali            |
| Ministerin für Transport und Zivilluftfahrt                   | Aishath Nahula             |
| Ministerin für Künste, Kultur und kulturelles Erbe            | Yumna Maumoon              |
| Tourismusminister                                             | Ali Waheed                 |
| Minister für wirtschaftliche Entwicklung                      | Fayyaz Ismail              |
| Ministerin für Fischerei, Meeresressourcen und Landwirtschaft | Zaha Waheed                |
| Minister für islamische Angelegenheiten                       | Dr. Ahmed Zahir            |
| Ministerin für Wohnungsbau und urbane Entwicklung             | Aminath Athifa             |
| Minister für Jugend, Sport und Stärkung der Gemeinschaft      | Ahmed Mahloof              |
| Ministerin für Gender, Familie und soziale Dienste            | Shidhatha Shareef          |
| Umweltminister                                                | Dr. Hussain Rasheed Hassan |
| Generalstaatsanwalt                                           | Ibrahim Riffath            |
| Innenminister                                                 | Sheikh Imran Abdulla       |

### Weitere Mitglieder der Regierung

#### Personen im Ministerrang
| Amt                                             | Amtsinhaber         |
| ----------------------------------------------- | ------------------- |
| Chef des Stabes im Präsidialamt                 | Ali Zahir           |
| Minister im Präsidialamt                        | Ali Shiyam          |
| Minister im Präsidialamt                        | Ahmed Naseem        |
| Minister im Präsidialamt                        | Mohamed Shifaz      |
| Minister im Präsidialamt                        | Ahmed Sameer        |
| Sonderberater für Sozialpolitik im Präsidialamt | Dr. Mustafa Lutfi   |
| Kanzler der Maldives National University        | Dr. Mohamed Latheef |
| Generalkommissar für Zölle                      | Ahmed Numan         |

#### Staatsminister
Folgende Personen befanden sich im Rang eines Staatsministers:
| Amt                                                                                | Amtsinhaber                  |
| ---------------------------------------------------------------------------------- | ---------------------------- |
| Staatsministerin im Präsidialamt Sekretärin für Präsidialsekretariat und Protokoll | Fathimath Mohamed Solih      |
| Staatsminister im Präsidialamt Sekretär für Unternehmensdienste                    | Hussain Amir                 |
| Staatsminister im Präsidialamt Sekretär für Kabinettsangelegenheiten               | Ahmed Hassan Didi            |
| Staatsminister im Präsidialamt Sekretär für Kommunikation                          | Hassan Ismail                |
| Staatsministerin im Präsidialamt Sekretärin für Politik                            | Aminath Shauna               |
| Staatsministerin im Präsidialamt Sekretärin für Auswärtige Beziehungen             | Sabra Ibrahim Noordeen       |
| Staatsminister im Präsidialamt Rechtsberater des Präsidenten                       | Ahmed Abdulla Afeef          |
| Staatsminister im Präsidialamt Stellvertretender Stabschef                         | Hussain Adam                 |
| Staatsminister im Präsidialamt Chefstratege für Kommunikation                      | Ibrahim Hood                 |
| Staatsminister im Außenministerium Nicht residierender Botschafter in Südkorea     | Ahmed Khaleel                |
| Staatsminister im Außenministerium Sekretär für Auswärtiges                        | Abdul Ghafoor Mohamed        |
| Staatsminister im Innenministerium                                                 | Hassan Shujau                |
| Staatsminister im Innenministerium                                                 | Ali Nazeer                   |
| Kommissar der Polizei                                                              | Commissioner Mohamed Hameed  |
| Staatsminister im Finanzministerium                                                | Ismail Ali Manik             |
| Staatsminister im Finanzministerium                                                | Ahmed Shareef                |
| Staatsminister im Ministerium für Nationale Planung und Infrastruktur              | Akram Kamaaluddin            |
| Staatsminister im Ministerium für Nationale Planung und Infrastruktur              | Shifaz Ali                   |
| Staatsminister im Ministerium für Nationale Planung und Infrastruktur              | Mohamed Ali                  |
| Staatsminister im Ministerium für Hochschulbildung                                 | Mohamed Hashim               |
| Staatsministerin im Ministerium für Hochschulbildung                               | Khadeeja Adam                |
| Chief Executive Officer der Qualifizierungsverwaltung                              | Dr. Abdul Hannan Waheed      |
| Staatsminister im Ministerium für Kommunikation, Wissenschaft und Technologie      | Ahmed Afzal Ibrahim          |
| Staatsminister im Ministerium für Kommunikation, Wissenschaft und Technologie      | Ali Salih                    |
| Staatsminister im Gesundheitsministerium                                           | Dr. Shah Abdullah Mahir      |
| Staatsminister im Gesundheitsministerium                                           | Mohamed Zuhair               |
| Staatsministerin im Bildungsministerium                                            | Fathimath Naseer             |
| Staatsminister im Bildungsministerium                                              | Dr. Abdulla Rasheed Ahmed    |
| Staatsminister im Bildungsministerium                                              | Ahmed Riyaz                  |
| Staatsminister im Ministerium für Transport und Zivilluftfahrt                     | Ahmed Zuhair                 |
| Staatsminister im Ministerium für Transport und Zivilluftfahrt                     | Ahmed Adil                   |
| Staatsminister im Ministerium für Künste, Kultur und kulturelles Erbe              | Mohamed Thoriq               |
| Staatsminister im Tourismusministerium                                             | Dr. Ahmed Solih              |
| Staatsministerin im Ministerium für wirtschaftliche Entwicklung                    | Neeza Imad                   |
| Staatsminister im Ministerium für wirtschaftliche Entwicklung                      | Mohamed Iaad Hameed          |
| Staatsminister im Ministerium für Fischerei, Meeresressourcen und Landwirtschaft   | Hassan Rasheed               |
| Staatsminister im Ministerium für Fischerei, Meeresressourcen und Landwirtschaft   | Mohamed Ahmed                |
| Staatsminister im Ministerium für islamische Angelegenheiten                       | Sheikh Ilyas Jamal           |
| Staatsminister im Ministerium für Wohnungsbau und urbane Entwicklung               | Ahmed Nasheed                |
| Staatsminister im Ministerium für Jugend, Sport und Stärkung der Gemeinschaft      | Ashadh Ali                   |
| Staatsministerin im Ministerium für Gender, Familie und soziale Dienste            | Aishath Rasheed              |
| Staatsministerin im Ministerium für Gender, Familie und soziale Dienste            | Fazna Shakir                 |
| Staatsministerin im Ministerium für Gender, Familie und soziale Dienste            | Ifham Hussain                |
| Staatsminister im Umweltministerium                                                | Ahmed Mujthaba               |
| Staatsminister im Umweltministerium                                                | Dr. Abdulla Naseer           |
| Stellvertretende Generalstaatsanwältin                                             | Khadeeja Shabeen             |
| Chef der Verteidigungskräfte                                                       | Generalmajor Abdulla Shamaal |
| Generalkontrolleur für Einwanderung                                                | Mohamed Ahmed Hussain        |

#### Vizeminister
Folgende Personen befanden sich im Range eines Vizeministers:
| Amt                                                                           | Amtsinhaber                               |  |
| ----------------------------------------------------------------------------- | ----------------------------------------- |  |
| Chief Executive Officer beim Vizepräsidenten                                  | Nazra Naseem                              |  |
| Untersekretär im Präsidialamt                                                 | Dr. Moosa Fathee                          |  |
| Untersekretär im Präsidialamt                                                 | Dr. Isaam Mohamed                         |  |
| Untersekretär im Präsidialamt                                                 | Mohamed Hunaif                            |  |
| Untersekretär im Präsidialamt                                                 | Ahmed Hamdhan                             |  |
| Untersekretärin im Präsidialamt                                               | Aishath Nazhath                           |  |
| Untersekretär im Präsidialamt                                                 | Ahmed Abdulla Saeed                       |  |
| Untersekretär im Präsidialamt                                                 | Abdulla Husaam Shareef                    |  |
| Untersekretärin im Präsidialamt                                               | Nuha Mohamed Riza                         |  |
| Politikanalystin im Präsidialamt                                              | Hawwa Faseel                              |  |
| Untersekretärin im Präsidialamt                                               | Aishath Nazhath                           |  |
| Vizeminister im Außenministerium                                              | Abdulla Humaid                            |  |
| Protokollchef im Außenministerium                                             | Ibrahim Shaheeb                           |  |
| Zusätzlicher Sekretär im Außenministerium                                     | Ameen Javed Faisal                        |  |
| Handelsvertreter an der Botschaft in Malaysia                                 | Abbas Adil Riza                           |  |
| Zusätzlicher Sekretär im Außenministerium                                     | Ahmed Shiaan                              |  |
| Rechtsberaterin im Außenministerium                                           | Aishath Leesha                            |  |
| Stellvertretender Kontrolleur für Einwanderung                                | Ibrahim Ashraf                            |  |
| Vizeminister im Verteidigungsministerium                                      | Hassan Zameel                             |  |
| Stellvertretender Kommissar der Polizei                                       | Deputy Commissioner Abdul Mannan Yoosuf   |  |
| Finanzkontrolleurin im Finanzministerium                                      | Fathimath Razeena                         |  |
| Vizeminister im Finanzministerium                                             | Mohamed Firzul Hussain Firaz              |  |
| Vizeministerin im Ministerium für Nationale Planung und Infrastruktur         | Fathimath Niuma                           |  |
| Vizeminister im Ministerium für Nationale Planung und Infrastruktur           | Riyaz Mansoor                             |  |
| Chief Executive Officer des Maldives Polytechnic                              | Ahmed Nasir                               |  |
| Vizeminister im Ministerium für Hochschulbildung                              | Ismail Zabeeh                             |  |
| Vizeministerin im Ministerium für Hochschulbildung                            | Aishath Shafina                           |  |
| Vizeministerin im Ministerium für Kommunikation, Wissenschaft und Technologie | Fathimath Shaheedha                       |  |
| Vizeminister im Ministerium für Kommunikation, Wissenschaft und Technologie   | Mohamed Ansar                             |  |
| Vizeministerin im Gesundheitsministerium                                      | Shiyama Mohamed                           |  |
| Vizeministerin im Gesundheitsministerium                                      | Nishama Mohamed                           |  |
| Vizeministerin im Bildungsministerium                                         | Sharma Naseer                             |  |
| Vizeminister im Bildungsministerium                                           | Mohamed Ihsaan                            |  |
| Vizeministerin im Ministerium für Transport und Zivilluftfahrt                | Hidhaya Naseer                            |  |
| Vizeminister im Ministerium für Transport und Zivilluftfahrt                  | Hamadh Abdul Ghanee                       |  |
| Vizeminister im Ministerium für Transport und Zivilluftfahrt                  | Shimaaz Ali                               |  |
| Vizeminister im Ministerium für Künste, Kultur und kulturelles Erbe           | Mohamed Ikram                             |  |
| Vizeminister im Ministerium für Künste, Kultur und kulturelles Erbe           | Waleedha Waleedh                          |  |
| Generaldirektor von Dhievhi Raajjeyge Qawmee Arusheef                         | Mohamed Shathir                           |  |
| Vizeminister im Ministerium für Künste, Kultur und kulturelles Erbe           | Ahmed Muhsin                              |  |
| Vizeminister im Tourismusministerium                                          | Dr. Naushad Mohamed                       |  |
| Vizeminister im Tourismusministerium                                          | Asad Riza                                 |  |
| Vizeministerin im Ministerium für wirtschaftliche Entwicklung                 | Aminath Mohamed Saleem                    |  |
| Registratorin für Unternehmen                                                 | Mariyam Visam                             |  |
| Vizeminister im Ministerium für wirtschaftliche Entwicklung                   | Hussain Zamir                             |  |
| Vizeministerin im Ministerium für wirtschaftliche Entwicklung                 | Mariyam Nazima                            |  |
| Vizeminister im Ministerium für wirtschaftliche Entwicklung                   | Ahmed Mujahid                             |  |
| Vizeminister im Ministerium für islamische Angelegenheiten                    | Ahmedhullah Jameel                        |  |
| Vizeminister im Ministerium für islamische Angelegenheiten                    | Shafiu Ali                                |  |
| Imam der Masjid-al-Sultan Muhammad Thakurufaanu Al Auzam                      | Sheikh Ibrahim Rasheed Hassan             |  |
| Imam der Masjid-al-Sultan Muhammad Thakurufaanu Al Auzam                      | Nasrulla Ali                              |  |
| Vizeminister im Ministerium für Wohnungsbau und urbane Entwicklung            | Zuhurulla Siyaad                          |  |
| Vizeminister im Ministerium für Wohnungsbau und urbane Entwicklung            | Mohamed Azim                              |  |
| Vizeminister im Ministerium für Wohnungsbau und urbane Entwicklung            | Mohamed Khaalis Shareef                   |  |
| Vizeminister im Ministerium für Wohnungsbau und urbane Entwicklung            | Ali Samin                                 |  |
| Vizeminister im Ministerium für Jugend, Sport und Stärkung der Gemeinschaft   | Mohamed Azmeel                            |  |
| Vizeminister im Ministerium für Jugend, Sport und Stärkung der Gemeinschaft   | Ahmed Ibrahim                             |  |
| Vizeminister im Ministerium für Jugend, Sport und Stärkung der Gemeinschaft   | Abdulla Anees                             |  |
| Kommissar für Sport                                                           | Ahmed Saleem                              |  |
| Chief Executive Officer der Nationalagentur für sozialen Schutz               | Ismail Azzam Wajeeh                       |  |
| Vizeministerin im Ministerium für Gender, Familie und soziale Dienste         | Fathimath Yumna                           |  |
| Vizeminister im Umweltministerium                                             | Mohamed Sameer                            |  |
| Vizeminister im Umweltministerium                                             | Ahmed Ziyaan Abdul Rahmaan                |  |
| Expertin für Umwelt und Klima im Umweltministerium                            | Khadeeja Naseem                           |  |
| Vize-Chef der Verteidigungskräfte                                             | Brigadegeneral Abdul Raheem Abdul Latheef |  |
| Kommissar der Justizvollzugsanstalten                                         | Abdulla Munaz                             |  |
| Chief Executive Officer der Zivilluftfahrtverwaltung MCAA                     | Hussain Jaleel                            |  |
| Chief Executive Officer von Dharu                                             | Ibrahim Saleem                            |  |